# Szaszahara Sózó
Szaszahara Sózó (Jamagata, 1929. július 28. – ?, 2023. március 5.) olimpiai bajnok japán birkózó.
1956-ban, a melbourne-i olimpián olimpiai aranyérmet nyert szabadfogásban, pehelysúlyban. Azelőtt 1953-ban és 1954-ben nemzeti bajnokságokat nyert. 1989-től 2003-ig a Japán Olimpiai Bizottság alelnöke volt.
2023 márciusában halt meg 93 évesen. Ő volt a legidősebb japán olimpiai bajnok.

## Sikerei, díjai
- Olimpiai játékok – szabadfogás, 62 kg
  - aranyérmes: 1956, Melbourne
- Világbajnokság – szabadfogás, 62 kg
  - aranyérmes: 1954